# Jim Lynch
Pour les articles homonymes, voir Lynch.
Jim Lynch, né le 3 novembre 1961 dans l'État de Washington, est un écrivain américain.

## Œuvres

### Romans
- À marée basse, Éditions des Deux Terres, 2008 ((en) The Highest Tide, Bloomsbury, 2005), trad. Jean Esch, 361 p.  (ISBN 978-2848930527)Réédité chez Gallmeister en 2018 sous le titre Les Grandes Marées
- À vol d'oiseau, Éditions des Deux Terres, 2011 ((en) Border Songs, Knopf, 2009), trad. Jean Esch, 432 p.  (ISBN 978-2848930992)Réédité chez Gallmeister en 2020 sous le titre Le Chant de la frontière
- (en) Truth Like the Sun, Knopf, 2012
- Face au vent, Gallmeister, 2018 ((en) Before the Wind, Knopf, 2016), trad. Jean Esch, 368 p.  (ISBN 978-2351781449)